# Laisdalens fjällurskog
Laisdalens fjällurskog este o arie protejată (arie specială de conservare — SAC, sit de importanță comunitară — SCI) din Suedia întinsă pe o suprafață de 72.629,2 ha, integral pe uscat.

## Localizare
Centrul sitului Laisdalens fjällurskog este situat la coordonatele 66°05′55″N 16°57′11″E / 66.0986°N 16.9531°E.

## Înființare
Situl Laisdalens fjällurskog a fost declarat sit de importanță comunitară în decembrie 1995 pentru a proteja 1 specie de plante și 4 specii de animale. Situl a fost protejat și ca arie specială de conservare în decembrie 2009.

## Biodiversitate
Situată în ecoregiunile alpină și boreală, aria protejată conține 26 de habitate naturale: Taiga vestică, Turbării Aapa, Râuri naturale fino-scandinave, Mlaștini turboase de tranziție și turbării mișcătoare, Roci stâncoase cu vegetație pionieră de Sedo-Scleranthion sau Sedo albi-Veronicion dillenii, Mlaștini alcaline, Mlaștini împădurite, Turbării Palsa, Râuri de munte și vegetația erbacee de pe malurile acestora, Lacuri și iazuri distrofice naturale, Păduri aluvionare cu Alnus glutinosa și Fraxinus excelsior (Alno-Padion, Alnion incanae, Salicion albae), Pajiști aluvionare boreale nordice, Păduri nordice subalpine/subarctice cu Betula pubescens ssp. czerepanovii, Cursuri de apă de la nivel de câmpie la nivel montan, cu vegetație Ranunculion fluitantis și Callitricho-Batrachion, Păduri fino-scandinave bogate în ierburi cu Picea abies, Pante stâncoase silicioase cu vegetație casmofită, Tufărișuri subarctice cu Salix spp., Izvoare fino-scandinave și mlaștini produse de izvoare bogate în minerale, Liziere de ierburi înalte hidrofile de câmpie și de nivel montan până la alpin, Pajiști boreale și alpine pe substrat silicios, Fânețe montane, Păduri caducifoliate de mlaștină fino-scandinave, Pajiști alpine și boreale, Grohotișuri silicioase de la nivelul montan până la nivelul zăpezii (Androsacetalia alpinae și Galeopsietalia ladani), Pășuni din zone de pădure fino-scandinave, Pajiști cu Molinia pe soluri calcaroase, turboase sau argilos-nămoloase (Molinion caeruleae).
La baza desemnării sitului se află mai multe specii protejate:
- plante (1): papucul doamnei (Cypripedium calceolus)
- mamifere (3): gluton (Gulo gulo), vidră de râu (Lutra lutra), râs eurasiatic (Lynx lynx)
- nevertebrate (1): Margaritifera margaritifera